# フェリックス・オットー・デッソフ
フェリックス・オットー・デッソフ（Felix Otto Dessoff, 1835年1月14日 - 1892年10月28日）は、ドイツの指揮者・作曲家。単にオットー・デッソフとも呼ばれる。

## 経歴
ライプツィヒでユダヤ系の織物商の家庭に生まれた。1851年から1854年までライプツィヒ音楽院に学び、ピアノをイグナーツ・モシェレスに、作曲をモーリッツ・ハウプトマンとユリウス・リーツに師事。指揮者として頭角を顕わし、ケムニッツ市立劇場を振り出しに芸術活動に入った。その後はアルテンブルク、デュッセルドルフ、カッセル、アーヘン、マクデブルクで音楽監督を歴任した。1860年にウィーンの宮廷楽長に任命され、翌年にはウィーン楽友協会音楽院の作曲教師に選ばれた。また同地では、アルトゥール・ニキシュやフェリックス・モットル、エルンスト・フォン・シューフ、ハインリヒ・フォン・ヘルツォーゲンベルク、ロベルト・フックスの薫陶を受け、ヨハネス・ブラームスと親交を結んだ。
1850年代から1860年代初頭にかけていくつかの作品を作曲したにもかかわらず、その後は創作活動を断念し、指揮者としての天分を開花させていった。1862年から1875年までウィーン・フィルハーモニー管弦楽団の芸術監督 (Abbonementdirigent) を務め、1875年にヘルマン・レヴィの後任として指名を受けカールスルーエの宮廷楽長に転任。1876年11月4日、同地にてブラームスの《交響曲 第1番》を初演した。1877年には第1回ザルツブルク音楽週間を監督。1880年に新設なったフランクフルト歌劇場の初代音楽監督に就任。1880年10月20日には、竣工したばかりの歌劇場の杮落としでヴォルフガング・アマデウス・モーツァルトの《ドン・ジョヴァンニ》を上演した。
1892年にフランクフルト・アム・マインで急死したが、その後もなお往年の重要な指揮者の一人に数えられていた。しかしながらナチスの権力掌握後は、ユダヤ人への誹謗中傷から、デッソフの作品や音楽史上における意義は忘れ去られ、ようやく第二次世界大戦後に再評価されるようになった。
娘のマルガレーテ・デッソフは、ニューヨークにおいてデッソフ合唱団を結成した。

## ブラームス
ブラームスとの友情は、1878年にブラームスとの間で取り交わされた2通の書簡に見出される。その頃デッソフは、代表作の一つとなった《弦楽四重奏曲ヘ長調》作品7をブラームスに献呈しようと望んでいた。この曲は初演において成功を見たが、デッソフはこれが出版に値する作品であるかどうかを不安に感じていたので、ブラームスに譜面を送って忌憚のない意見を求め、その作品を献呈してもよいかを訊ねた。ブラームスは返信の中でこの作品を褒めちぎり、このように伝えた。
もし必要なのでしたら、この作品の曲名の上に僕の名前を書いてくれたら、とても名誉に感じます。万一、世間がそれらの結びつきを認めてくれないときは、取っ組み合いの喧嘩をしましょう。
デッソフは大変これに感謝して、しばしばブラームス本人が好んだような、ふざけ半分の返事を書き送った。
後世のために四重奏曲のタイトルページに自分の名前が載っているのを目にしたら、きっと君は安心するでしょう。君の《ドイツ・レクイエム》を忘れた時代が来たとしても、「ブラームス？ ああ、デッソフのあの曲を献呈された人ね！」と言われるでしょう。
デッソフはそのほかに、《弦楽五重奏曲》作品10やいくつかのリート、合唱曲集を遺しており、作曲様式はとりわけブラームスに近い。